# Eritrosa
La eritrosa es un monosacárido de cuatro carbonos con un grupo aldehído por lo que pertenece al grupo de las aldosas y dentro de este al de las aldotetrosas. En la naturaleza se encuentra en forma de D-eritrosa.
La eritrosa tiene dos carbonos asimétricos, el 2 y el 3, ambos con la misma configuración que el D-gliceraldehído: según la estructura de Fischer, los -OH de los carbonos 2 y 3 se representan hacia la derecha. Sin embargo, en la molécula, los dos -OH están hacia lados contrarios. Esta contradicción aparente viene dada porque la proyección de Fischer es meramente una forma de representación. Un -OH hacia la derecha significa una configuración idéntica a la del D-gliceraldehído, y no la disposición espacial real del -OH en la molécula.